# Piedmont Airlines (1948)

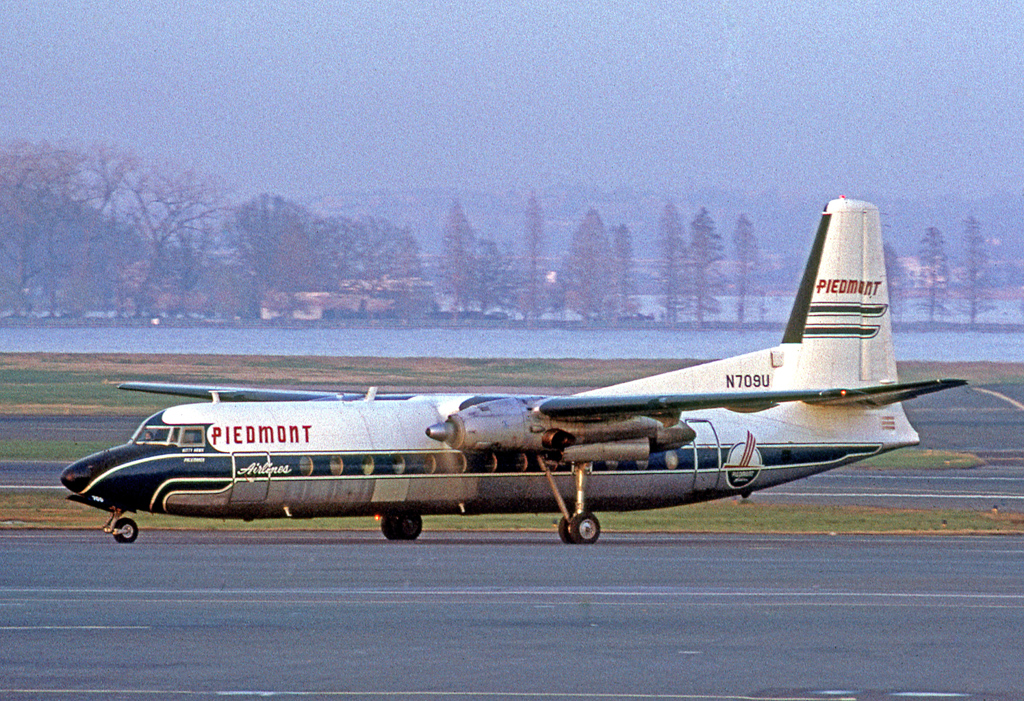
Fairchild FH-227B der Piedmont Airlines im Jahr 1972

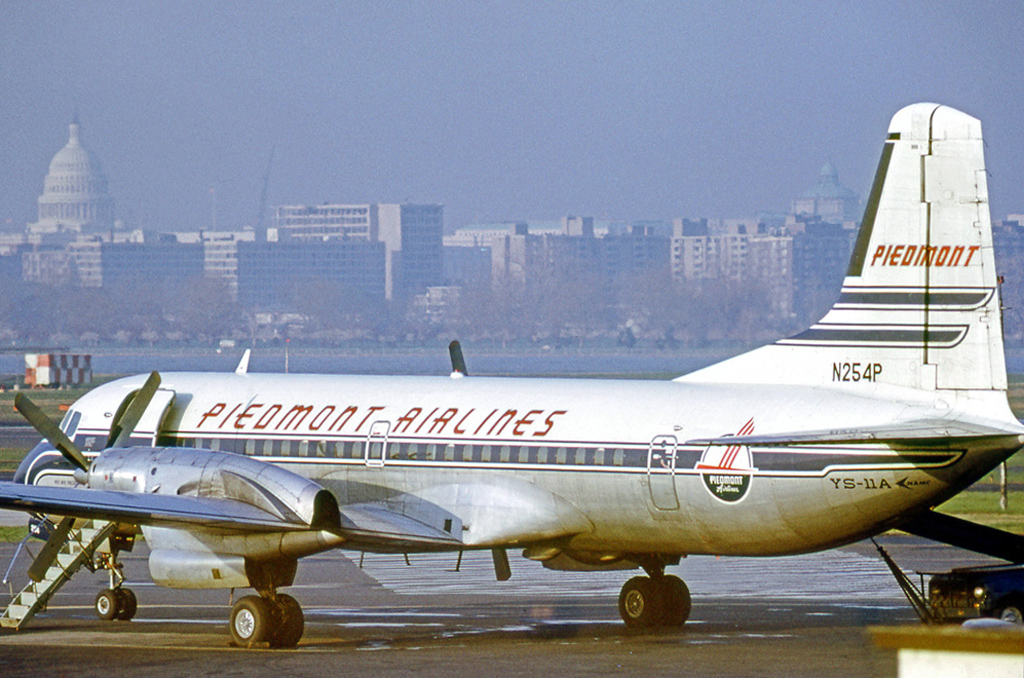
NAMC YS-11 der Piedmont Airlines im Jahr 1972

Piedmont Airlines war eine in Winston-Salem (North Carolina) ansässige US-amerikanische Linienfluggesellschaft, die am 1. Januar 1948 von Thomas Henry Davis gegründet worden war und im Jahr 1989 in USAir aufging.

## Geschichte

### Ursprünge
Thomas H. Davis wurde im Jahr 1939 als Verkäufer und Pilot vom Unternehmen Camel City Flying Service angestellt, das Flugzeuge der Hersteller Piper und Stinson vertrieb, diese reparierte und daneben als Flugschule tätig war. Als sein Arbeitgeber im Jahr 1940 in finanzielle Schwierigkeiten geriet, beteiligte er sich am Unternehmen. Daraufhin wurde Camel City Flying Service am 2. Juli 1940 in Piedmont Aviation umfirmiert. Nach Ausbruch des Zweiten Weltkriegs bildete das Unternehmen auch Piloten für die US-Streitkräfte aus. Thomas H. Davis wurde im Jahr 1943 zum Vorsitzenden der Piedmont Aviation und beantragte am 6. Juni 1944 bei der US-Luftfahrtbehörde Civil Aeronautics Board (CAB) eine Betriebsgenehmigung, um nach Ende des Kriegs regionale Flugdienste aufnehmen zu können. Das CAB erteilte Piedmont Aviation am 4. April 1947 Streckenrechte innerhalb des Bundesstaates North Carolina sowie für Linienflüge ins Ohio River Valley. Die Betriebsaufnahme sollte am 7. September 1947 mit drei Douglas DC-3 erfolgen, verzögerte sich aber durch Einsprüche anderer Fluggesellschaften. Das CAB bestätigte die Rechtmäßigkeit der Vergabe nochmals am 12. Dezember 1947. Zeitgleich wurde Piedmont Aviation in eine Holdinggesellschaft umgewandelt, um den Handel und die Reparatur von Privatflugzeugen vom künftigen Flugbetrieb zu trennen. Hierzu gründete Thomas H. Davis am 1. Januar 1948 die zwei Tochterunternehmen Piedmont Airlines und Piedmont General Aviation, die sich beide in Besitz der Piedmont Aviation befanden.

### Erste Jahre
Trotz weiterer Klagen durch ihre Mitbewerber nahm Piedmont Airlines am 20. Februar 1948 den Betrieb mit drei Douglas DC-3 auf. Der erste Linienflug erfolgte von Wilmington (North Carolina) nach Cincinnati (Ohio) und wurde mit Zwischenstopps in Southern Pines, Charlotte, Asheville (North Carolina), Tri-Cities (Tennessee) sowie Lexington (Kentucky) absolviert. Weitere Linienrouten nach Norfolk (Virginia) und Charleston (West Virginia) wurden noch mit selben Jahr eröffnet. Ende 1948 umfasste das Streckennetz der Gesellschaft rund zwanzig Städte. Der anhaltende Rechtsstreit um die Rechtmäßigkeit der Streckenvergabe durch das CAB endete vor dem Obersten Gerichtshof der Vereinigten Staaten, der Piedmont Airlines am 6. Februar 1950 dauerhafte Linienrechte zusprach.

### 1950 bis 1989

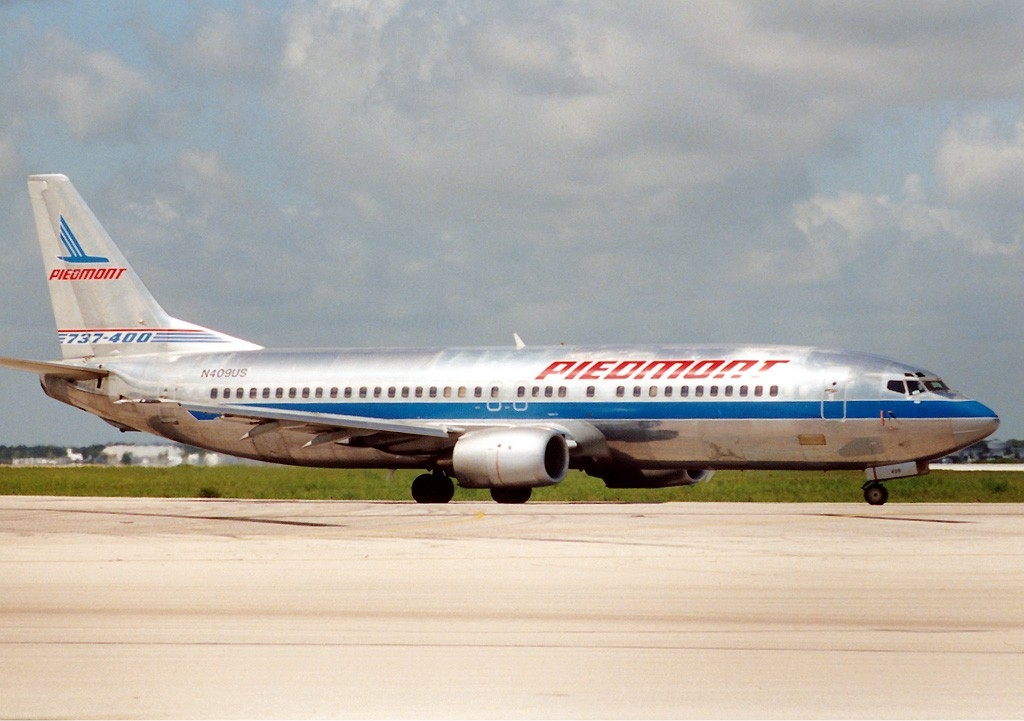
Als weltweit erste Fluggesellschaft erhielt Piedmont Airlines im Jahr 1988 Maschinen des Typs Boeing 737-400.

Als Ablösung für die Douglas DC-3 wurden ab November 1958 Fairchild F-27 betrieben. Gebraucht erworbene Martin 4-0-4 sowie werksneue
Fairchild FH-227  und NAMC YS-11A ergänzten in den 1960er-Jahren die Flotte. Das Jetzeitalter begann im Mai 1967 mit zwei geleasten Boeing 727-100, die bis zur Auslieferung der ersten eigenen Boeing 737-200 im Jahr 1968 zum Einsatz kamen. Ab 1977 wurden erneut gebrauchte Boeing 727-100 und ab 1981 werksneue Boeing 727-200 betrieben.
Nach dem Airline Deregulation Act im Jahr 1978 wuchs die Fluggesellschaft rapide und baute vier Luftfahrt-Drehkreuze auf. Nach Charlotte (North Carolina), begann man in Baltimore, Dayton (Ohio) und Syracuse (New York) mit dieser erfolgreichen Art, die Ziele zu verbinden. Dabei bot man auch Anfang der 1980er-Jahre erstmals Nonstop-Flüge an die Westküste der USA an. Hierbei verwendete man Boeing 727-200 und bot auf den Flügen auch eine Erste-Klasse-Bestuhlung an. Internationale Linienflüge von Charlotte nach London-Gatwick erfolgten ab 1987 mit werksneuen Boeing 767-200ER. Als weltweit erstes Unternehmen erhielt Piedmont Airlines im Jahr 1988 Boeing 737-400 vom Hersteller.
Das Unternehmen übernahm im Jahr 1983 die Regionalfluggesellschaft Henson Airlines und zwei Jahre später die in Utica (New York) ansässige Empire Airlines, wodurch die Gesellschaft auch deren Fokker F28-4000 erhielt. Piedmont Airlines wurde 1987 von USAir aufgekauft und am 8. Mai 1989 mit dieser fusioniert. USAir firmierte das mit aufgekaufte Tochterunternehmen Henson Airlines im Jahr 1993 zur zweiten Piedmont Airlines um.

## Flotte

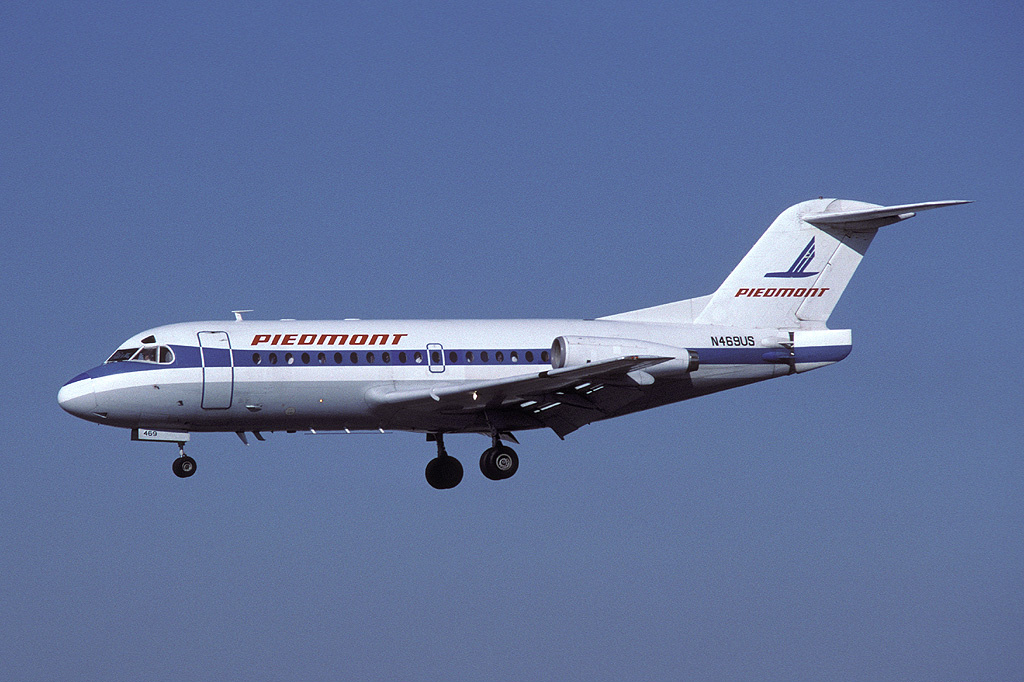
Fokker F28-1000 der Piedmont Airlines im Jahr 1989

Auflistung der von Piedmont Airlines betriebenen Flugzeugtypen in chronologischer Reihenfolge:
- Douglas DC-3 (1948 bis 1963)
- Fairchild F-27 (1958 bis 1967)
- Martin 4-0-4 (1961 bis 1970)
- Douglas DC-4 (eine Maschine 1962 geleast)
- Fairchild-Hiller FH-227B (1966 bis 1976)
- Boeing 727-100 (1967 bis 1968 sowie 1977 bis 1983)
- NAMC YS-11A-500 (1968 bis 1982)
- Boeing 737-200 (1968 bis 1989)
- Boeing 727-200 (1981 bis 1989)
- Fokker F28-1000 (1984 bis 1989)
- Fokker F28-4000 (1985 bis 1989)
- Boeing 737-300 (1985 bis 1989)
- Boeing 767-200ER (1987 bis 1989)
- Saab 340 (eine Maschine 1987 geleast)
- Boeing 737-400 (1988 bis 1989)

## Zwischenfälle
- Am 30. Oktober 1959 unterschritten die Piloten einer /Douglas DC-3/C-47A-90-DL (Luftfahrzeugkennzeichen N55V) im Anflug auf den Charlottesville–Albemarle Airport (Virginia) die Sicherheitsflughöhe. Die Maschine schlug in einer Flughöhe von 790 Metern (2600 Fuß) am Bucks Elbow Mountain auf. Bei diesem CFIT (Controlled flight into terrain) wurden 26 der 27 Insassen getötet, es überlebte nur ein Passagier.[6][7]

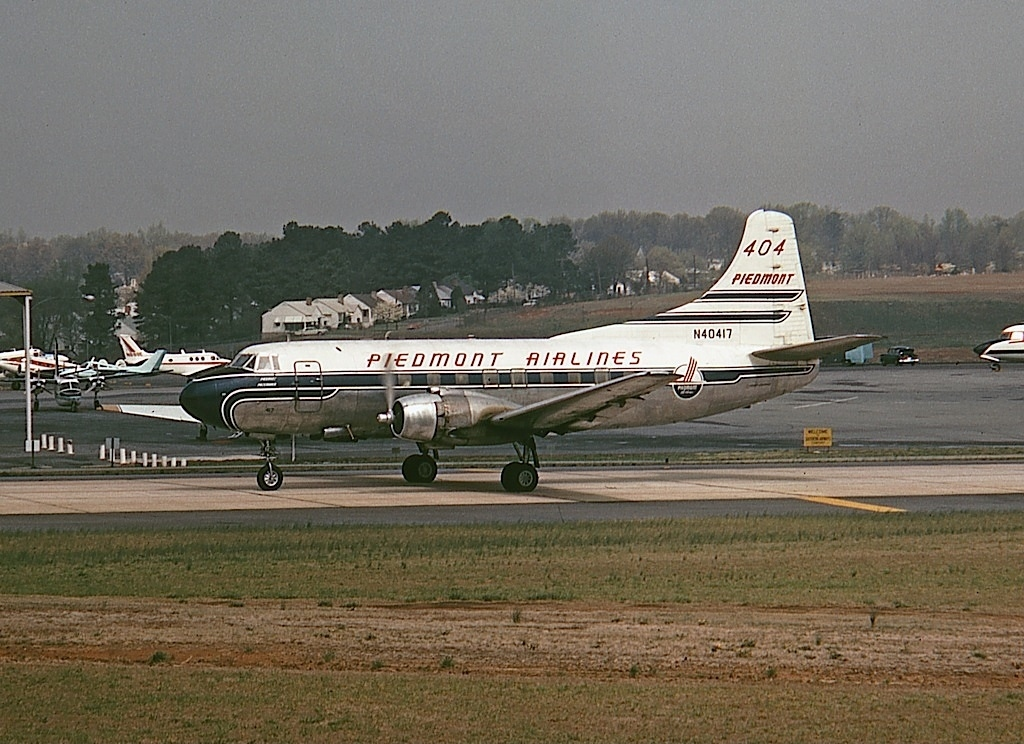
Martin 4-0-4 der Piedmont Airlines, baugleich mit den beiden 1962 und 1966 verunglückten Maschinen

- Am 22. August 1962 musste eine Martin 4-0-4 (N40401) nach einem Landeunfall in Wilmington (North Carolina) als Totalverlust abgeschrieben werden. Durch einen technischen Defekt ging einer der Propeller in die Umkehrschubstellung, weshalb die Maschine von der Landebahn abkam. Die drei Besatzungsmitglieder, die einen Trainingsflug absolvierten, überlebten den Zwischenfall.[8]

- Am 9. Juli 1966 fuhr das Fahrwerk einer auf dem Flughafen Roanoke in Roanoke (Virginia) geparkten Martin 4-0-4 (N40446) aus ungeklärtem Grund ein. Die 42 Insassen bleiben unverletzt. Aufgrund der Schäden wurde die Maschine als Totalverlust verbucht.[9]

- Am 20. November 1966 kollidierte eine Martin 4-0-4 (N40406), die ohne Passagiere zum New Bern Airport (North Carolina) überführt werden sollte, im Anflug mit mehreren Bäumen und stürzte 5 Kilometer südlich des Flughafens in den Wald. Die drei Besatzungsmitglieder kamen ums Leben.[10]

- Am 19. Juli 1967 kollidierte eine Boeing 727-100 (N68650), die Piedmont Airlines vom Hersteller geleast hatte, nahe Hendersonville (North Carolina) im Steigflug mit einer Cessna 310. Das National Transportation Safety Board (NTSB) stellte fest, dass die Cessna vom Kurs abgekommen war und die Flugroute der Boeing 727 gekreuzt hatte. Bei dem Unfall kamen alle 79 Insassen des Verkehrsflugzeugs sowie die drei Personen an Bord der Cessna 310 ums Leben (siehe auch Piedmont-Airlines-Flug 22).[11]